# Fredrik Sandsten
Fredrik Sandsten, född 1969, är en svensk musiker (trumslagare). Han är mest känd för att ha spelat i bandet The Soundtrack of Our Lives. Han har även spelat med Håkan Hellström, medverkat i husbandet i På spåret och varit storbandstrummis.
Sandsten är utbildad ekonom vid Högskolan i Borås och sedan 2011 anställd på Göteborg & Co.